# Paul Oskar Höcker
Paul Oskar Höcker (Meiningen, 1865. december 7. — Rastatt, 1944. május 6.) német író, Oskar Höcker ifjúsági író fia. 

## Életpályája
A berlini zeneakadémián végezte tanulmányait és eleinte egy rövid ideig karmester volt, de aztán végleg az irodalomnak szentelte életét. 1905-ben szerkesztője lett a Németországban terjesztett Daheim című, később a Velhagen und Klasings Monatshefte című havi folyóiratoknak. Sport-, művész- és bűnügyi regényei többnyire saját lapjaiban jelentek meg, de írt forgatókönyveket is. 

## Művei
- Fräulein Doktor (1897)
- Vaterchen (1900)
- Weisse Seele (1901)
- Geldheiraten (1902: [Blum] Virágh Géza, Érdekházasságok, 1902)
- Letzter Flirt (1902, ford. Balda Béla, Az utolsó kaland, 1924)
- Frühlingstürme (1904)
- Don Juans Frau (1906)
- Dodi (1906)
- Ich grolle nicht (1907)
- Paradiesvogel (1907)
- Die verbotone Frucht (1908)
- Das goldene Schiff (1910)
- Die Sonne von St. Moritz (1910)
- Lebende Bilder (1911)
- Die lachende Maske (1911)
- Fasching ('Farsang', 1912)
- Die indische Tanzerin (é. n.: ford. Visontai Mária, Az indiai táncosnő, 1920)
- Wirbelsturm auf Kuba ('Forgószél Kuba felett', 1926)
- An der Spitze meiner Kompagnie ('A századom élén', háborús emlékiratai, 1916)
- Kinderzeit ('Gyermekkor', visszaemlékezései, 1919)
- Gottgesandte Wechselwinde ('Szélváltozás', önéletrajza, 1940)